# Ples duhova
Ples duhova je mesijanski pokret koji se pojavio (1870-1878) među Indijancima Zapadnog bazena, a kasnije (1898-1895) se proširio Ravnicama. Izražavao je očajničku žudnju za povratkom bolje prošlosti, za povratkom života bez gladi, zaraznih bolesti, gorkog rata i podeljenosti koji su pratili indijansku potčinjenost belcima. Ovaj pokret je u svojoj suštini pokušaj indijanaca da prihvate i inkorporiraju hrišćansko učenje o spasenju u svoju religiju. Nakon svih patnji koje su indijanci preživeli i nakon što su izgubili sve bitke, preostalo im je da na duhovnom planu daju smisao svojoj patnji. Njihov mesija Vovoka se nazivao Božijim sinom i Hristom koji je u obličju Indijanca sišao po drugi put na Zemlju da bi preneo poruku Velikog Duha.
Ovaj pokret je započeo vrač po imenu Vovoka (englesko ime Jack Wilson). On je imao viziju velikog potopa koji će se obrušiti na zemlju i zbrisati sve doseljenike. Neposredno pred potop grom-ptice će se spustiti na zemlju i poneti sve indijance koji su ostali verni svetom putu. Kada se voda povuče, bufala i indijanci će biti vraćeni na zemlju i sve će biti kao nekad. Odeća plesa duhova je napravljena da zaštiti Indijance od metaka belaca. Pripreme su se završavale ceremonijom plesa duhova, koja se izvodila da prizove duhove predaka, da uđu u telo onih koji plešu i da ih učine besmrtnim. Odeću su ukrašavali crtežima svojih biljaka i životinja zaštitnika. Plesali su u krugovima pevajući svete pesme. Ples duhova se širio Zapadom Amerike, posebno medu nedavno poraženim plemenima. 1889. Lakote su poslale izaslanike da posete Vivoku. Ta grupa je donela ples duhova u njihove rezervate i naučila ostale da prave odeću za ples.
Za vreme bitke kod Ranjenog Kolena 1890. američka vojska je ubila veliki broj Sijuksa. Mnogi su nosili odeću ukrašenu orlom, bufalom ili jutarnjom zvezdom i verovali su da će ih ti simboli sačuvati od povreda. Vovoka se posle toga povlači i živi kao Džek Vilson do 1932. Tragedija kod Ranjenog Kolena označava kraj Plesa duhova, iako su ga neka plemena Ravnice izvodila do 1895. uključivši neke delove plesa u svoju kulturu.
Ipak, Ples duhova se i dalje povremeno javlja. Vrani Psi su plesali 1973. a najskoriji Ples duhova je bio u centralnoj Montani u avgustu 1998. Ples duhova 1973. je bio način da se povežu sa svojim indijanskim precima. Ples je počeo izlaskom sunca, trajao je neprestano četiri dana i noći, sa oko trideset do četrdest plesača.

## Nastanak plesa
Do 1880. vlada SAD je uspela da skoro sve preostale Indijance zatvori u rezervate, obično na zemlju tako siromašnu da belci iz nje nisu mogli izvući nikakvu korist. Namirnice koje su im garantovane ugovorom su bile bednog kvaliteta, ako bi uopšte i stigle. Do 1890. su uslovi u rezervatima širom zemlje bili toliko bedni da su ljudi neprestano umirali od gladi. Na takvom tlu je iznikao ples duhova. Ovaj pokret potiče od Pejot Indijanca po imenu Vovoka, koji je proglasio da je on mesija koji je došao na zemlju da pripremi Indijance za njihovo spasenje. Predstavnici plemena cele zemlje su došli u Nevadu da sretnu Vovoku i da nauče da plešu ples duhova i da pevaju pesme plesa duhova.

## Vovoka Džek Vilson (1856-1932)
Vovoka je rođen u zapadnoj Nevadi oko 1856. Njegov otac umire kada mu je bilo četrnaest godina, ostavljajuci Vovoku porodici Dejvida Vilsona, obližnjeg belog rančera. Vovoka je prihvatio ime Džek Vilson, radio na ranču do odraslog doba, i za to vreme dobro naučio engleski i došao u blizak dodir sa hrišcanstvom.
Oko 1870, Pejot po imenu Tavibo je prorekao da će sve belce progutati zemlja i da će svi mrtvi Indijanci vaskrsnuti uživajući u svetu slobodnom od belih osvajača. Njegovi sledbenici su plesali u krugovima, jer je to već bila tradicija u području Velikog Bazena, pevajući svete pesme. Tavibov pokret se proširio Nevadom, Kalifornijom i Oregonom. Oko tridesete godine, Vovoka spaja različite mističke tradicije u religiju plesa duhova. Krajem 1880. Vovoka počinje slična proročanstva, koja su predvidala dolazak novog doba u kome će svi belci nestati, ostavljajući Indijancima zemlju materijalnog bogatstva, duhovnu obnovu i besmrtni život. Spasenje je dolazilo ne putem pasivnog čekanja vec kroz ritualno plesanje i pridržavanje moralnih pravila. Vavoka je često spominjao Isusa kao spasitelja koji je došao na zemlju da živi sa belim ljudima, ali su ga oni ubili.

## Vovokino pismo
- Moraš neprestano plesati pet dana i pet noći. A ujutru petog dana, svi se morate okupati u reci zajedno.

- Kada ti umre prijatelj, ne plači. Ne smeš nikoga povrediti niti bilo kome naneti zlo. Ne smeš se tući. Čini dobro uvek. Ovo će ti doneti zadovoljsto u životu.

- Ne govori belim ljudima o ovome. Isus je sada ponovo na zemlji. On se pojavljuje kao oblak. Mrtvi su ponovo živi. Kada dođe vreme, više neće biti bolesti i svi će ponovo biti mladi.

- Ne odbijajte da radite za belce i ne pravite im nikakve probleme dok ih ne napustite. Kada se zemlja zatrese, ne plašite se. Neće vas povrediti.

- Hoću da plešete svakih šest nedelja. Napravite gozbu na plesu i donesite hranu koju svi mogu jesti. Onda se okupajte u vodi. To je sve. Primićete dobre reči od mene ponovo, jednom. Ne govorite laži.

## Sedeći Bik i Ples Duhova
U oktobru 1890. Udarajući Medved je posetio Sedećeg Bika u Stajaćem Kamenu. On mu je ispričao sve o Vivoki i proročanstvima i ova nova religija se proširila medu svim Sijuksima u rezervatu. Sedeći Bik je iskreno sumnjao da će se mrtvi vratiti u život, ali nije imao nikakvih prigovora da ljudi u rezervatu plešu ples duhova. Uskoro je čuo da agenti postaju nervozni oko svega toga i da su pozvali vojsku u neke rezervate. On nije želeo da vojnici ponovo dođu da ubijaju njegove ljude, ali ga je Udarajući Medved ubedivao da ako obuku odeću iscrtanu magijskim simbolima, meci im neće moći ništa. Tako se Sedeći Bik složio da Udarajući Medved ostane i uči njegove ljude plesu duhova.
Kako je broj ljudi uključenih u ples duhova rastao, panika i histerija indijanskih agenata se širila. Agent McLaughlin je isterao Udarajućeg Medveda iz rezervata ali to nije zaustavilo ples. McLaughlin je poslao telegraf u Vašington tražeci trupe i kriveći Sedećeg Bika kao odgovornog za taj “opasni sistem verovanja”. Gomila uspaničenih poruka o Indijancima koji plešu u snegu, podivljali i poludeli, je stizalo u Vašington. Jedini glas razuma je bio bivši agent Valentine McGillycuddy, koji je preporučivao da puste da se ples nastavi. “Dolazak trupa je preplašio Indijance. Adventisti sedmog dana pripremaju svet za drugi dolazak Spasitelja, vojska SAD ne čini ništa da ih zaustavi. Zašto onda ne bi Indijanci imali isto pravo? Ako trupe ostanu, do nevolje ce sigurno doći.”

## Pogibija Sedećeg Bika
Sve u svemu, 12. decembra je stiglo naređenje za hapšenje Sedećeg Bika. 15. decembra su 43 indijanska policajca okružila njegov šator pre zore. Tri milje odatle je čekalo pojačanje američke konjice. Kada se Sedeći Bik probudio, poručnik Glava Bika mu je naredio da pode sa njima i on se složio i zatražio je da mu osedlaju konja dok se oblači. Dok su odlazili, velika grupa plesača duhova, mnogo veća nego policijske snage, ih je okružila i izazivala policiju. Jedan plesač, Uhvati Medveda, je potegao pušku i upucao Glavu Bika u bok. U pokušaju da pogodi svog napadača, Glava Bika je nehotice pogodio Sedećeg Bika. Onda je još jedan policajac, Crveni Tomahavk, upucao Sedećeg Bika u Glavu. Mnogi indijanski policajci su poginuli toga dana pre nego što je konjica stigla i prekinula borbu.

## Spoljašnje veze
- Wovoka Архивирано на веб-сајту  (30. новембар 2002)
- Govori Udarajućeg Medveda